# Vita con gli automi
Vita con gli automi (Second Ending) è un romanzo breve fantascientifico di James White del 1961.
L'opera è stata candidata al premio Hugo come miglior romanzo nel 1962.

## Storia editoriale
Il romanzo è stato pubblicato per la prima volta nei numeri giugno e luglio del 1961 della rivista Fantastic, ripubblicato l'anno successivo in volume doppio in abbinamento con  il romanzo I gioielli di Aptor (The Jewels of Aptor) di Samuel R. Delany. 
Nel 1962 l'opera è stata candidata al Premio Hugo per il miglior romanzo, in un periodo nel quale i criteri per l'inclusione dei testi nella categoria "romanzi" (novels) consentivano lunghezze minori.
In Italia l'opera è stata pubblicata per la prima volta nel giugno 1963 nella collana Urania.

## Trama
29 settembre 2017. La popolazione terrestre è stata decimata da conflitti mondiali e la scienza si prodiga per preservare la sopravvivenza della specie umana i cui individui sono per la maggior parte sterili. La robotica ha avuto un grosso impulso e gli automi sono impiegati in moltissimi campi per sopperire alla carenza di manodopera umana.
7 ottobre 2308: Ross si risveglia in ospedale dopo un lungo sonno criogenico in stato di animazione sospesa, il "Gran Sonno", in quanto affetto da un male incurabile al momento del suo ricovero nel 2017. Ross viene assistito da un unico robot dotato di un'intelligenza artificiale limitata, l'"Infermiera 5B", e da una serie di automi che svolgono funzioni meramente esecutive. Ben presto si rende conto che l'umanità è ormai costituita da un solo superstite: lui stesso. Durante il suo sonno secolare, una catastrofe nucleare ha non solo estinto l'umanità, ma eliminato ogni forma di vita sul pianeta. Dopo un'inutile ricerca di altri esseri umani sopravvissuti, Ross si rassegna e, per non impazzire, intraprende un ambizioso progetto per riportare la vita sulla Terra. Affida quindi agli automi la realizzazione pratica di tale programma a lunghissima scadenza, decidendo di tornare nel "Gran Sonno" e riemergere ogni tanto per controllare lo stato di avanzamento dei lavori. I robot nel frattempo si evolveranno per meglio esaudire i desideri dell'unico umano che sono in grado di servire.
La storia si sviluppa per centinaia di milioni di anni, sino alla esplosione del Sole, e si conclude con il trasporto di Ross in stato di incoscienza su Fomalhaut, il cui quarto pianeta è stato segretamente terraformato dai robot nel corso di milioni di anni, guidando l'evoluzione dai procarioti sino all'essere senziente, sempre obbedendo agli ordini che Ross ha impartito all'Infermiera 5B: scoprire aiutare e proteggere tutte le forme di vita evitando di affrettare lo sviluppo con una guerra, neanche tra robot.
Ormai i robot si sono evoluti così tanto da avere abbandonato la forma materiale, trasformandosi in esseri di pura energia, ma lo hanno nascosto a Ross per evitare che la notizia avesse potuto farlo impazzire: "Ma ora stiamo per realizzare i suoi desideri e per conservarci indefinitamente per l'avvenire. Quando arriverà sul pianeta che abbiamo preparato per lui, la sua vita si concluderà circa mezzo secolo dopo, ma noi non periremo perché i suoi discendenti saranno umani e noi saremo indispensabili agli eredi."
Infine Ross si sveglia per l'ultima volta dal "Gran Sonno" e si ritrova sul nuovo pianeta popolato da una nuova umanità, credendo che ormai tutti i suoi robot fossero stati distrutti:
(James White, Vita con gli automi)

## Critica
In Vita con gli automi James White propone alcuni temi che svilupperà poi compiutamente in altre opere e nel proprio ciclo di racconti e romanzi sulla Stazione ospedale (Sector General): l'ambientazione in un ospedale, la distruzione della Terra a causa di una guerra nucleare e la lotta per la sopravvivenza dell'Umanità.
È un romanzo utopico sul tema robot-umanità, quasi uno sviluppo finale dell'interazione uomo-robot, ispirato in parte alle opere dello scrittore Isaac Asimov.

## Edizioni
- (EN) James White, Second Ending (parte 1 di 2), in Fantastic Stories of Imagination, vol. 10, n. 6, giugno 1961.
- (EN) James White, Second Ending (parte 2 di 2), in Fantastic Stories of Imagination, vol. 10, n. 7, luglio 1961.
- (EN) James White, Second Ending, in The Jewels of Aptor / Second Ending, Ace Double, F-173, New York, Ace Books, 1962.
- (DE) James White, Herr der Roboter, Terra, n. 278, Monaco di Baviera, Moewig, aprile 1963.
- James White, Vita con gli automi, traduzione di Bianca Russo, Urania, n. 309, Milano, Arnoldo Mondadori Editore, giugno 1963.
- (PT) James White, Depois do Caos, traduzione di Solange Escobar, Coleção Urania, n. 14, Editorial Bruguera, 1971.
- James White, Vita con gli automi, traduzione di Bianca Russo, Urania, n. 651, Milano, Arnoldo Mondadori Editore, agosto 1974.
- (SV) James White, Evigt liv, traduzione di Katarina Harry, Science fiction-serien, n. 16, Lindfors, 1975, ISBN 978-91-7268-029-6.
- James White, Vita con gli automi, in Millemondi estate 2001: Futuro remoto, traduzione di Bianca Russo, Millemondi, n. 30, Milano, Arnoldo Mondadori Editore, giugno 2001.
- James White, Vita con gli automi, traduzione di Bianca Russo, Urania Collezione, n. 101, Milano, Arnoldo Mondadori Editore, giugno 2011. (Volume contenente anche Partenza da zero)